# Aeropuerto Internacional de Lombok
El Aeropuerto Internacional de Lombok  (en indonesio: Bandar Udara Internasional Lombok) (IATA: LOP, ICAO: WADL) es un aeropuerto ubicado en la Provincia de Islas menores de la Sonda occidentales, en Indonesia (indonesio: Nusa Tenggara Barat), generó conflictos sociales por el desalojo de campesinos de la zona de Tanak Awu. El aeropuerto inició operaciones en el año 2011 pero las disputas sobre las parcelas de tierra aún continúan. Es el único aeropuerto en pleno funcionamiento de la isla.
La finalización del proyecto del aeropuerto y la infraestructura complementaria necesaria, como una carretera que conecta a la ciudad de Mataram retrasó la inauguración del nuevo aeropuerto en varias ocasiones. Al cierre de 2010 la instalación aún tenía  las certificaciones operacionales requeridas y algunas tensiones persistían con los terratenientes locales. A principios de enero de 2011, se estimó que el proyecto sufría de un estimado de US $ 12 millones de déficit en la financiación necesaria para la finalización del proyecto. 

## Conflicto por la construcción y expansión del Aeropuerto Internacional de Lombok
El aeropuerto de Lombok es el aeropuerto principal en la isla Lombok. Después de muchos años de retrasos en la construcción, comenzó las operaciones en 2011. El aeropuerto de Lombok es operado por PT Angkasa Pura (el operador estatal de los aeropuertos de Indonesia). PT Angkasa Pura asignó US $ 5 millones para expandir las instalaciones del aeropuerto de Lombok en octubre de 2016, incluida la construcción de dos nuevos espacios de estacionamiento para aviones de cuerpo ancho como el Boeing 777 y Airbus A330. La pista se ampliará de 2.750 a 3.500 metros para acomodar vuelos de larga distancia. El desarrollo comercial está planeado en tierras propiedad del aeropuerto de Lombok. En enero de 2016, el gerente general del aeropuerto había anunciado que se construiría un circuito de motociclismo todoterreno cerca de la entrada principal del aeropuerto, cubriendo 5 hectáreas de las 511 hectáreas de tierra del aeropuerto.

### Historia del conflicto
A mediados de la década de 1990, en medio de la rápida expansión de la industria del turismo en la isla de Lombok, cientos de familias que habían vivido en el área de Tanak Awu durante generaciones fueron desalojados de 800 hectáreas de tierras de cultivo para la construcción del aeropuerto de Lombok. La razón principal de la creación del aeropuerto correspondía a la intención de proporcionar acceso a turistas a los nuevos centros turísticos de la isla.
Los planes de construcción del aeropuerto se estancaron cuando la crisis económica llegó a Indonesia a fines de la década de 1990, pero la opresión del municipio local de los campesinos había continuado y para 2005 el proyecto volvió a la agenda. El 23 de agosto de 2005, 2.631 residentes de Tanak Awu fueron desalojados por la fuerza por las autoridades locales acompañadas de la policía. Los desalojados nunca habían sido consultados sobre el proyecto del aeropuerto y quedaron sin un medio para producir sus alimentos.
Un mes después, el 18 de septiembre de 2005, la policía disparó a una multitud de 1,000 personas que se habían reunido pacíficamente para conmemorar el Día Nacional del Campesino de Indonesia y protestar contra la construcción del aeropuerto Lombok en tierras de cultivo fértiles.Treinta y tres manifestantes resultaron heridos, veintisiete de ellos por disparos y seis por ser golpeados por la policía. Dentro de las personas que fueron disparadas, se encontraban dos mujeres y al menos un niño. Un informe de Land Research Action Network (LRAN) declaró que los testigos oculares, incluidos periodistas, vieron disparar a la corona, rociando personas con gases lacrimógenos y disparos que consistían en balas de goma y metal. La reunión se dispersó violentamente y al menos diez campesinos fueron arrestados, algunos de ellos arrastrados desde sus camas del hospital, y se les negó el acceso a sus partidarios, abogados y periodistas.
Los videos que muestran imágenes de la brutalidad policial se mostraron ampliamente en las redes de televisión nacionales, incluida una mujer arrastrada violentamente por el suelo durante unos 30 metros y a un hombre sangrando profusamente de su cabeza arrojado contra una camioneta por un policía. Los especialistas en derechos humanos observaron una violación grave de una serie de derechos humanos reconocidos internacionalmente, incluido el derecho a la integridad física y el derecho a la asamblea pacífica. Por otro lado, estas tierras de cultivo fértiles eran el único recurso disponible para sus medios de vida.
Los disparos con armas de fuego a manifestantes tuvo lugar sólo unas pocas horas antes de la llegada de una delegación internacional Compuesto por FIAN International, La Vía Campesina y otras ONG internacionales, invitadas por agricultores campesinos para discutir sobre las luchas de tierras relacionadas con la construcción planificada del aeropuerto Lombok. FIAN lanzó una acción urgente pidiendo al gobierno que retire una regulación que permitía la adquisición obligatoria de tierras para instalaciones públicas como aeropuertos sin debido proceso y salvaguardas para los campesinos. El proyecto del aeropuerto amenazaba el derecho a la alimentación de aproximadamente 7,000 personas. La violencia estatal y los desalojos forzados sin rehabilitación y compensación adecuadas violaba la constitución indonesia y la ley internacional de derechos humanos.
En junio de 2006, los campesinos reaccionaron con enojo ante los topógrafos, custodiados por la policía, que medían el terreno para la expansión del aeropuerto. Los agricultores anticiparon la medición de la tierra por PT Angkasa Pura (operador de los aeropuertos de Indonesia) y el gobierno central de la Regencia Central  de Lombok y habían estado rechazando la adquisición de tierras y la oferta de compensación durante 12 años.
En noviembre de 2016 se informó que varios residentes afectados por el aeropuerto de Lombok todavía buscaban claridad y resolución con respecto a los problemas de adquisición de tierras, destacando fallas en el cálculo del precio de la tierra que afectaba las tasas de compensación y la liquidación exigente de pagos pendientes. En marzo de 2018, un grupo de personas que representan a las comunidades afectadas por el aeropuerto de Lombok fue a la oficina del Komisi Pemberantasan Korupsi (KPK), un organismo encargado de erradicar la corrupción, solicitando asistencia legal con respecto a tierras disputadas expropiadas para el aeropuerto de Lombok. Los residentes afirmaron que la compensación por más de 7 hectáreas de tierra no había sido pagada por Pt Angkasa Pura y que la medición de la tierra en 1995 había tergiversado el tamaño de la tierra en cuestión. La Comisión Nacional de Derechos Humanos, Komnas Ham había presentado una carta sobre el asunto.
A pesar de la fuerte oposición, los agricultores de Tanak Awu fueron desalojados por la fuerza para el aeropuerto de Lombok y la policía disparó a los manifestantes el 18 de septiembre de 2005 con 33 personas disparadas. Continúan las disputas sobre algunas parcelas de tierra adquiridas para el aeropuerto de Lombok.

### Impactos del proyecto
El proyecto de construcción y ampliación del aeropuerto Internacional de Lombok está relacionado con impactos ambientales, a la salud y socioeconómicos. Entre los impactos ambientales se encuentran los visibles: como la contaminación atmosférica, calentamiento global, degradación del paisaje, contaminación sonora, pérdida de la biodiversidad, seguridad alimentaria, deforestación y pérdida de área cultivada; y potenciales: como erosión del suelo, contaminación del área superficial, impacto a la calidad del agua. Entre los impactos a la salud como estrés, depresión, suicidio y desnutrición. Por último los problemas socioeconómicos fueron: desalojo, pérdida de formas de subsistencia, militarización y aumento de presencia y control de las fuerzas del orden. Además, se registraron otros impactos como: violaciones a los derechos humanos como: expropiación de tierra, deterioro del paisaje y pérdida de sentido de identidad del lugar, pérdida de los conocimientos locales, saberes, prácticas, cultura e impactos específicos en las mujeres.